# Egyházi Törvénykönyv
Az Egyházi Törvénykönyv egy kánonjogi kódex, a római katolikus egyház működését irányító jogszabálygyűjtemény, amely legutóbb 1983-ban jelent meg, s azóta öt átdolgozása volt, legutóbb 2015-ben. Az Egyházi Törvénykönyv kánonjai csak a latin egyházra vonatkoznak. A katolikus egyház törvényhozás szempontjából két nagy részre oszlik: a latin egyházra és a keleti egyházakra. Latin egyháznak Isten népének azt a részét nevezzük, mely a római pápának mint a Nyugat pátriárkájának is alá van rendelve (bár 2006 óta a pápa ezt a címet hivatalosan nem használja), s amely liturgikus nyelvként – ma már nem kizárólagosan, hiszen a liturgiában engedélyezett a népnyelv használata – a latint használja. A keleti katolikus egyházakra vonatkozó törvénykönyv a Keleti Egyházak Kánonjainak Kódexe (Codex Canonum Ecclesiarum Orientalium, CCEO).
Az Egyházi törvénykönyv elsődleges célja, hogy rendet és rendszert hozzon létre a római katolikus egyházhoz tartozó egyházi társadalomban (melynek részei a szolgálati papság – tehát a felszentelt diakónusok, papok, püspökök –, illetve a világi hívők). Mivel az egyháznak a kinyilatkoztatás és a szent hagyomány a legfőbb törvényi alapja, a törvénykönyv egy szükséges eszköznek tekinthető, amely ezeket magyarázva létrehozhatja a kellő rendet és rendszert, mind az egyéni, mind a társas életben, valamint magának az egyháznak a különféle tevékenységeiben is. Éppen ezért a törvénykönyv nem csak elvi szabályok összességét tartalmazza, hanem gyakorlati cselekvési normákat is előír.
A törvénykönyv (különösen az 1983-as CIC) kifejezetten figyelmet fordít arra, hogy a dogmatikus és a lelkipásztori rendelkezésben foglalt tanítást a második vatikáni zsinat szelleme szerint átvezesse a gyakorlati életbe.
Az Egyházi törvénykönyv másodlagos célja az is, hogy mivel az egyház a világban élő társadalmi szervezet is, felmutasson olyan szabályokat, amelyek mind belső, mind külső fórumon egyértelművé teszik a hierarchikus, valamint egyéb szerkezeti struktúrákat, különösen a szentségek kiszolgáltatásának terén.

## A törvénykönyv célja, forrásai
A korai egyház időszakától fogva szokás volt egybegyűjteni az egyházi szabályokat, hogy különösen a szent szolgálatot teljesítő személyek könnyebben megismerhessék, alkalmazhassák és követhessék őket, hiszen „egy papnak sem szabad tudatlanságban lennie a rá vonatkozó kánonok felől.”
Az egyházjog forrásainak nevezhetjük mindazon tevékenységek eredményeit, amely az egyház jogalkotó tevékenységéből ered. Ide lehet érteni az egyház által megalkotott törvényeket, valamint a szokásjogot. A jog esetében vizsgáljuk a materiális forrást, amely az egyházjog esetében az isteni egyházjog, valamint a formális forrásokat, amelyek az írásbeli megszövegezések és a gyűjtemények.
Gyakorlatban az egyházjog forrásainak számítanak a Szentírás, a zsinati végzések, pápai határozmányok mint írott, a hagyomány és a szokás mint nem írott források. A magyar katolikus egyházjog ezenfelül: a nemzeti zsinatok végzései; a római pápáknak a magyar egyház részére kiadott külön levelei; országos törvények és szabályrendeletek; tartományi s megyei zsinatok végzései és a püspöki külön rendeletek. Az 1855. augusztus 18-án a római Szentszékkel kötött konkordátum alkotmányos megerősítést nem nyervén, amennyiben az alkotmány helyreálltáig tényleg hatályban volt, csak jogtörténeti jelentőséggel bír. Ellenben nem írott jogforrást képez a szokás – observantia ecclesiastica – és a törvényszéki gyakorlat.

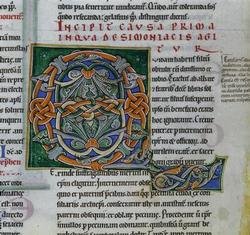
Decretum Gratiani, Ornament. Alta Edad Media

Az egyházi jogban meg kell különböztetni – a világi joghoz hasonlóan – egyetemes, illetve részleges jogi gyűjteményeket, kánongyűjteményeket, hivatalos, illetve magángyűjteményeket is. Az egyházi jog fejlődésének csúcspontja az 1917-ben megjelent „Corpus Iuris Canonici” (továbbiakban: CIC-1917), valamint az 1983-ban megjelent, több átdolgozás után ma is hatályos „Codex Iuris Canonici” (továbbiakban: CIC-1983) jelentette. Az ezeket megelőző két jelentős forrás az 1140 körül megjelent „Corpus Iuris Canonici”, (továbbiakban: CIC-1140) valamint az 1317-ben megjelent „Codex Iuris Canonici” (továbbiakban: CIC-1317).

## Történeti áttekintés

### A Corpus Iuris Canonici (CIC-1140) előzményei
A korai egyházjog a mai szemmel elég összetett, nehezen átlátható. Ennek elsődleges oka, hogy még nem alakult ki az az egyházi felsőbb hatóság, akinek elfogadott és dekralált joga lett volna az egyházi jog megalkotására. Így számtalan joggyűjteménnyel találkozhatunk ebből az időszakból.
A korai egyház tevékenységének jogi alapját a szokásjog, valamint az evangéliumi tanácsokra épülő, apostoli, vagy az apostoloknak tulajdonított rendelkezések jelentették. A korai zsinatokhoz kapcsolódóan alakultak ki regionális jogi gyűjtemények, elsősorban a keleti egyházakhoz kapcsolódóan. A keleti egyházrészek öt a IV. századi szinódusához kapcsolódóan jött létre az ezek döntéseit tartalmazó Corpus canonum, amelyet az egyetemes zsinatok döntéseivel többször is bővítettek, végül Syntagma canonum néven általános elfogadottá vált. Nyugaton ez Dionysius Exiguus 500 körül készült fordításával (mely tartalmazta a legfontosabb pápai dokumentumokat is) vált elfogadottá és elterjedtté.
A kor egyházi széttöredezettsége miatt szinte minden nagyobb egyházi területen saját joggyűjtemény vált használatossá. Afrikában a 419-es karthágói zsinat döntéseit fogadták el, Galliában a Statuta Ecclesiae antiqua, Itáliában pedig a Crescinius joggyűjtemény volt használatban.
A számtalan történelmi gyűjteményből kiemelkedik a szisztematikusan rendezett Vetus Gallica, mely a 700-as évek környékén keletkezett. A Karoling birodalomban a Dionysio-Hadriana terjedte el, melyet I. Adorján pápa 774-ben adományozott Nagy Károly császárnak.
A 800-as években ez a sokszínűség már egyre terhesebb kezdett lenni, így elindult egy lassú törekvés az egységesítésre. Ezen reformtörekvés eredménye az Ál-Izidor-i gyűjtemény, amely széles körben elterjedt. A 10. század legkiemelkedőbb egyházjogi műve a Regino prümi apát által összeállított Zsinati Kézikönyv (906 körül), valamint Abbo fleury-i apát joggyűjteménye.
Az ekkor már hatalmasra gyűlt anyagot a 11. század elején Wormsi Burchard 20 kötetes gyűjteményében a Dektrétum-ban gyűjtötte össze, valamint ekkor látott napvilágot egy 12 kötetes gyűjtemény is, melynek szerzője nem ismert.
Mivel egyre nagyobb lett az igény a pontos és összegyűjtött, valamint szisztematikusan rendezett egyházi jogforrásra, az 1100-as évek elején jött létre a CIC-1140-re leginkább hatással lévő 74 címből álló gyűjtemény, melyet Luccai II. Anselm, Deusdedit bíboros, valamint Sutri Borizo állított össze.

### A Corpus Iuris Canonici (CIC-1140) létrejöttétől a Corpus Iuris Canonici (CIC-1317) létrejöttéig

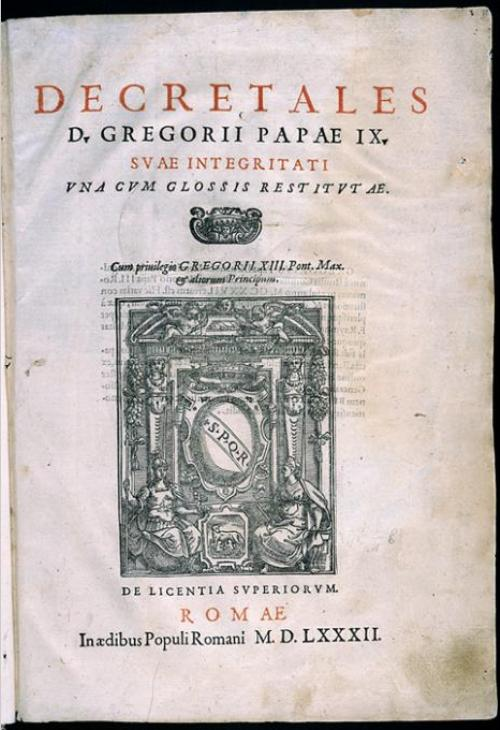
IX. Gergely pápa 1324-ben megjelent Dekretáliái

A CIC-1317-re nagy hatással volt Chartres-i Ivó három nagy gyűjteménye a Tripartia, a Decretum és a Panormia, valamint az ekkor lezajlott konkordancia kísérletek, melyeknek célja egy egységes, az egész egyházra kiterjedő jogszabálygyűjtemény létrehozása volt. A Corpus Iuris Canonici (CIC-1140) 1140 körül keletkezett. Formájára nézve erősebb, tankönyvszerűen összeállított recenzió, amely gyorsan bővült korábbi gyűjtemények anyagával, végül gyakorlatilag anyagában duplájára növekedve nyerte el végleges formáját, s vált önálló, alapvető jogi alkotássá. Általa a kánonjog önálló tudománnyá vált, fellendítette a jog használatát és indirekt módon magának a gyűjteményt létrehozó hatóságnak, a pápai hatalomnak deklarálta a jogszabályalkotó jogosultságát. Ettől kezdve a pápai döntéseket a CIC-1140 függelékeként gyűjtötték össze.

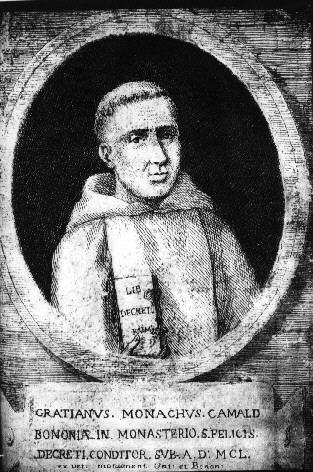
Gratianus, a kor legjelentősebb egyházjogásza, az önálló kánonjog megteremtője

A gyűjtemény továbbfejlesztése volt IX. Gergely pápa 1324-ben megjelent Dekretáliái, amely az egyház első valóban összefoglaló jellegű törvénykönyvének volt nevezhető.
A kor legjelentősebb egyházjogi szerzője Gratianus (illetve több tanítványa) volt, kinek műve a Concorantia discordantium canonum (Az eltérő jogszabályok összhangja) címet viselte. E mű fő célkitűzése az egymással ellentétben álló, hatályos egyházjogi szabályok, kánonok összhangba hozatala volt. Gratianus a kánonokat a bolognai római jogi iskola tanítása nyomán maga is glosszákkal látta el. A Decretum Gratiani hatására a kánonjog kivált a skolasztikus teológiából és önálló tudománnyá vált.
Gratianus követői, a dekretisták (vagy kánonisták) folytatták Gratianus munkáját és a hatályos egyházjogot hozzákapcsolták a Decretumhoz, így létrehozva idővel a Kánonjogi törvénygyűjteményt, a Corpus Iuris Canonicit. Összegezve a Corpus Iuris Canonici (CIC-1317) részei lettek:
1. Decretum Gratiani
2. Liber extra Decretum vagy Libri decretalium Gregorii IX (1230–1234 között, IX. Gergely pápa 5 könyve)
3. Liber sextus decretalium (IX. Gergely pápa 5 könyvének 1298-ban VIII. Bonifác pápa által írt kiegészítése)
4. Constitutiones Clementiae (V. Kelemen pápa készítette és XXII. János pápa léptette életbe 1317-ben)
5. Extravagantes (azon pápai rendelkezések, melyeket nem vettek fel az előbbi gyűjteményekbe, de melyeket Jean Chappuis francia jogtudós a Corpus Iurishoz csatolt. Két része van: a) Extravagantes Joannis XXII és b) Extravagantes communes).

### A Corpus Iuris Canonici (CIC-1317) létrejöttétől a Codex Iuris Canonici (CIC-1917) létrejöttéig

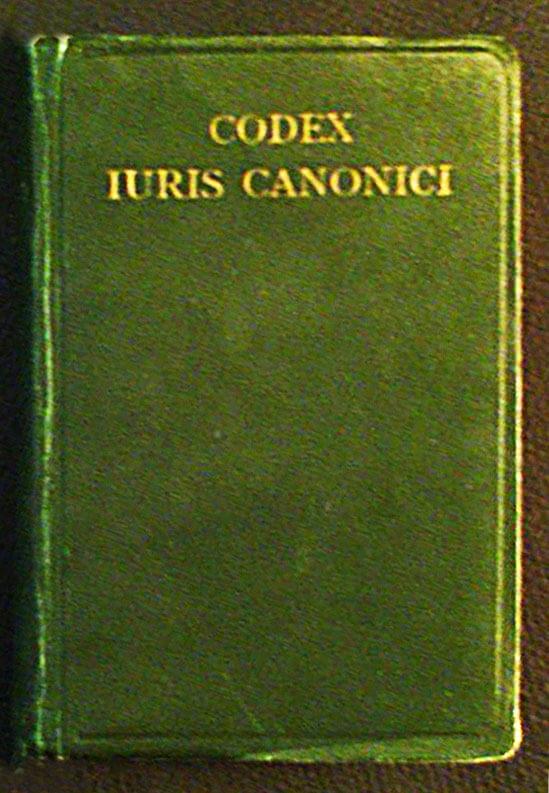
Az 1917-es Codex Iuris Canonici

1317-től kezdve a pápák nem tudtak, vagy nem akartak újabb egységes jogszabálygyűjteményt létrehozni és kiadni. Az egységes gyűjtemény helyére a magángyűjtemények, a különféle szerzetesrendek kiváltsággyűjteményei léptek. Nagy hatással voltak az egyházi jogra a kor zsinatai, így a konstanzi zsinat, a bázel–ferrara–firenzei zsinat, az első lateráni zsinat, s főleg a tridenti zsinat döntései. Ezeknek határozatai külön terjedtek, s elfogadottságuk attól függött, hogy mennyire sikerült őket áthelyezni a mindennapok gyakorlatába.
A negyedik lateráni zsinatot követően az egyházi jog rendelkezéseinek meghozásánál a részegyházak szinódusai kerültek előtérbe, gyakorlatilag a zsinatokon meghozott döntéseket ekkor helyezték át a gyakorlatba. Ez a folyamat régiónként eltérő időben zajlott le.
Azok a kísérletek, melyek szerették volna az egyházjogot – ekkor már mondhatni, korábbi példák alapján – egységesíteni, sikertelenek voltak. Mindezek ellenére a 18. századtól kezdve a pápai dokumentumokat különböző bulláriumokban kiadták, a 19. századtól kezdve pedig már léteztek az egyes pápák, valamint nyelvterületek, illetve szakterületek kritikai kutatásainak dokumentumai is. A Római Kúria, valamint az egyes kongregációk irataiból készültek (részleges) gyűjtemények, míg a Rota Romana ítéletei a 14. századtól gyűjteményes formában elérhetőek.

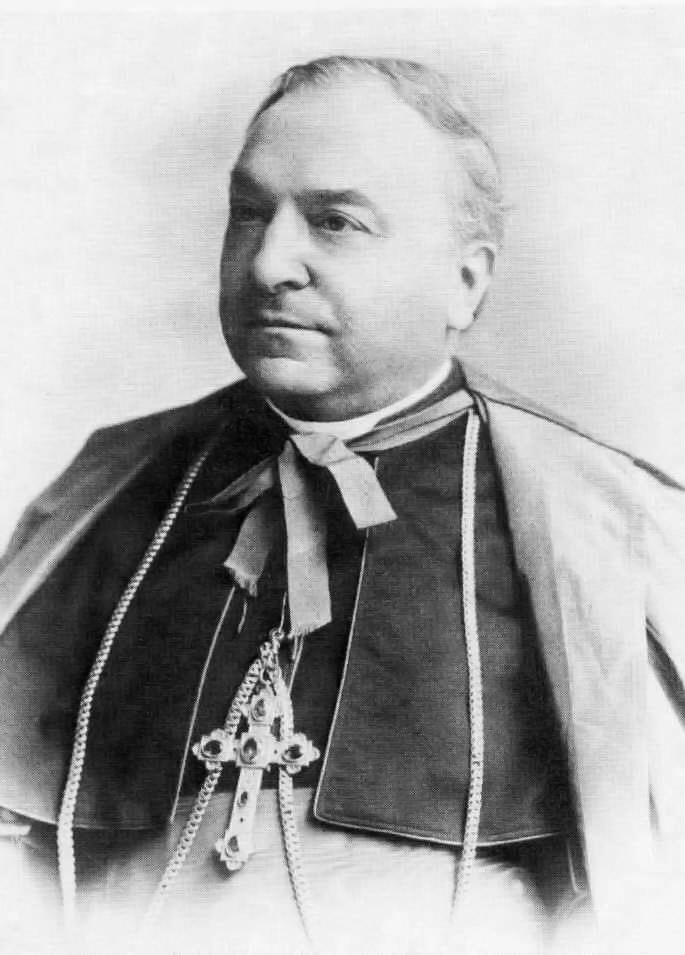
Pietro Gasparri, az 1917-es CIC fő szerkesztője

Az első vatikáni zsinat előkészületei során merült fel a kérés, hogy az egyház hozzon létre egy új, kizárólagos egyházi törvénygyűjteményt, hiszen az évszázadok során felgyűlt, sokszor ellentmondásos jogszabályhalmazban az eligazodás szinte lehetetlenné vált, s ez a lelkipásztori munkát rendkívüli mértékben megnehezítette. Az új jogszabálygyűjtemény létrehozásának jelentős problémája volt, hogy kinek van jogosultsága az addigi jogszabályokat esetleg hatályon kívül helyezni, s helyettük újakat bevezetni. Ez a zsinat meghatározta a pápa egyházkormányzati primátusát, mely a pápai egyetemes jogalkotás hittani alapjának számít. Ez alapján a pápa közvetlen püspöki hatalmat gyakorol az egész katolikus egyház fölött, de úgy, hogy ez a püspöki joghatóságot nem csorbítja, mivel az is krisztusi eredetű. A pápának legfőbb, teljes (törvényhozói, kormányzati és bírói), közvetlen és egyetemes hatalma van az egész katolikus egyházban. Ítélete vagy határozata ellen nincs sem fellebbezés, sem felfolyamodás. Ez alapján joga van a teljes egyházra vonatkozó jogszabályokat alkotni. A kánonjog hivatalos kodifikációját X. Piusz pápa rendelte el 1904. március 19-én kelt: Arduum sane munus motu propriójával. A munkálatokat Pietro Gasparri bíboros vezette. A kodifikáció célja nem az volt, hogy új jogszabályrendszert hozzanak létre, hanem elsődlegesen az addig érvényes jog új, a kor igényeinek megfelelő módon való elrendezésére. Az egyes törvénykönyvek terjedelmes szövegének közlése helyett a modern kodifikáció módszerét alkalmazták: a rendelkezéseket tartalmazó szövegeket új, rövidebb formában, a modern jogi nyelv használatával fogalmazták meg. Az anyag egészét 5 könyvbe (általános szabályok, személyek, dolgok, perjog, büntetőjog) szerkesztették. Az új egyházi törvénykönyvet Codex Iuris Canonici (CIC-1917) névvel 1917. május 27-én XV. Benedek pápa léptette hatályba, s használata 1918. pünkösdjétől az egész római egyházban kötelező volt. A kiegészítő jogforrásokat Acta Apostolicae Sedis kiadványokban jelentették meg.
Az 1917-es római katolikus Egyházi Törvénykönyv a kánonjogot a papszenteléshez szükséges teológiai tanulmányok kötelező tantárgyai közé sorolta (1365 k. 2. §). Magának a kódexnek a kihirdetése pedig jelentősen hozzájárult az egyházjog teológiai és egyben jogi tudományként való művelésének fejlődéséhez. A kodifikáció elősegítette a kánonjog jogi jellegének tudatosulását, megnövelte az érdeklődést a kánonjogtudomány és az egyházjogi tanulmányok iránt. Ezt a fokozott érdeklődést jelezte, hogy ebben az időszakban számos új kánonjogi fakultás, illetve ehhez hasonló, tudományos fokozatok adására ugyancsak jogosult ún. kánonjogi intézet alakult. A törvénymagyarázat segédeszközeként Gasparri bíboros, majd Serédi Jusztinián kiadták azoknak a forrásoknak a szövegét, melyekre az egyházi törvénykönyv kánonjai támaszkodtak.

### Codex Iuris Canonici (CIC-1983) létrejöttéig és napjainkig
Az Egyházi Törvénykönyv átdolgozását 1959. január 25-én Szent XXIII. János pápa jelentette be abban a beszédében, melyben a római egyházmegyei zsinatot és a második vatikáni zsinatot először meghirdette. Az erre szolgáló bizottság létrehozása1963. március 28-án történt meg, de a valódi munkával várni kellett, hiszen fontos volt, hogy zsinat irányelveit beépítsék a készülő dokumentumba.
Ezért a törvénykönyv átdolgozásának munkája 1965. november 20-án kezdődött meg Boldog VI. Pál pápa ünnepélyes megnyitójával. A pápa két fő irányelvet határozott meg: az első, hogy nem csupán a jogszabályok újrarendezéséről van szó, hanem az egyházi törvények reformjáról van szó, a második, hogy mindezt a második vatikáni zsinat határozatainak szem előtt tartásával, azokhoz igazodva kell megtenni. A munkálatokat a pápa által kinevezett bíborosok és püspökök végezték (többek között Bánk József egyházjogász, győri apostoli kormányzó, majd megyés püspök, egri, majd váci érsek).
A bizottság élén 1967. február 21-től 1982. március 22-én bekövetkezett haláláig Pericle Felici bíboros állt, utóda helyettes elnökként Rosalio José Castillo Lara címzetes püspök, későbbi bíboros volt.
A törvénykönyv könyvinek száma ötről hétre emelkedett (I. Általános szabályok, II. Isten népe, III. Az egyház tanítói feladata, IV. Az egyház megszentelői feladata, V. Az egyház anyagi javai, VI. Büntető rendelkezések az egyházban, VII. Az eljárások).

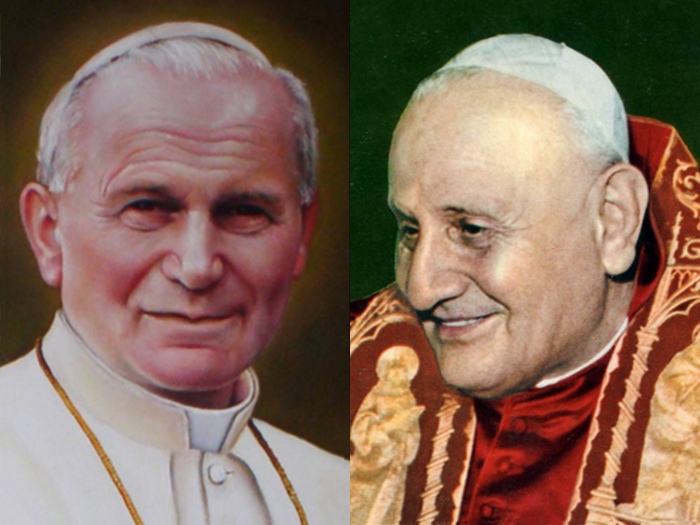
II. János Pál pápa (bal oldalon) és XXIII. János pápa (jobbról)

A hosszas előkészítés után II. János Pál pápa 1981. október 20-ra teljes ülést hívott össze, melynek munkája egészen október 28-ig tartott és az ülés a szövegtervezet kihirdetésre való alkalmassága mellett döntött. 1982. április 22-re befejeződtek a schema latin stílusán való pontosítások is. Ez különösen azért is volt lényeges, mert a törvénykönyv hivatalos nyelve a latin, a népnyelvi fordítások csak a könnyebb használatot segítik elő. A Codex Iuris Canonici 1983. november 27-én lépett életbe, s ugyanezen dátummal az 1917-es törvénykönyv hatályát vesztette.
A hatályos Egyházi Törvénykönyv a Sacrae disciplinae leges kezdetű apostoli konstitúcióval kezdődik, amelyben Szent II. János Pál összefoglalja a kánoni normarendszer fontosságát, az egyház életével – annak kezdetétől – való szerves és egyre jobban kikristályosodó egységét, a kánonjogtörténet legfontosabb és máig kiható eredménnyel járó állomásait, valamint az új kodifikációt szükségessé tevő társadalmi kihívásokat és az egyház világban való helyének reális és konstruktív értelmezését, szem előtt tartva a hitletétemény hiteles átadásának és az egyház küldetése hatékony teljesítésének elengedhetetlen kánonjogi kereteit. Fontos különbség, az 1917-es törvénykönyvvel szemben, hogy a CIC-1983 kevésbé kizárólagos gyűjtemény, mint 1917-es elődje volt. Továbbra is érvényesek a törvénykönyv előírásaival nem ellenkező részleges törvények, valamint a nem ellentétes olyan egyetemes törvények, valamint jogszokások melyek anyagát a CIC nem szabályozza a maga egészében. A CIC-1983 nem határozza meg kifejezetten a jogszabályok hierarchiáját, bár világos különbséget tesz az egyházi törvények és a végrehajtásukat szolgáló általános végrehajtási határozatok és utasítások közt.

## A jelenleg hatályos Egyházi Törvénykönyv felépítése
- I. könyv: Általános szabályok[57]
  - I. Az egyházi jogszabályok (7–22. kk.)
  - II. A szokásjog (23–28. kk.)
  - III. Általános határozatok és utasítások (29–34. kk.)
  - IV. Egyedi közigazgatási intézkedések (35–93. kk.)
  - V. Szabályzatok és rendeletek (94–95. kk.)
  - VI. Természetes és jogi személyek (96–123. kk.)
  - VII. Jogcselekmények (124–128. kk.)
  - VIII. Egyházkormányzati hatalom (129–144. kk.)
  - IX. Egyházi hivatalok (145–196. kk.)
  - X. Elévülés (197–199. kk.)
  - XI. Kánoni időszámítás (200–203. kk.)
- II. könyv: Az Isten népe[58]
  - A Krisztushívők (204–329. kk.)
  - Az egyház hierarchikus felépítése
    - I. Az egyház legfelsőbb hatósága [330–367. kk.]
    - II. A részegyházak és csoportjaik [368–572. kk.];
      - I. A megszentelt élet intézményei [573–730. kk.][59]
      - II. Az apostoli élet társaságai [731–746. kk.])
- III. könyv: Az egyház tanítói feladatai
  - Isteni Ige szolgálata (756–780. kk.)
  - az egyház missziós tevékenysége (781–792. kk.)[60]
  - a katolikus nevelés (793–821. kk.)[61]
  - a tömegtájékoztatási eszközök (822–832. kk.)
  - a hitvallás (833. k.)
- IV. könyv: Az egyház megszentelő feladata
  - I. A szentségek (840–1165. kk.)[62]
  - II. Az istentisztelet más cselekményei (1166–1204. kk.)[63]
  - III. Szent helyek és idők (1205–1253. kk.)
- V. könyv: Az egyház anyagi javai (1254–1310. kk.)
- VI. könyv: Büntető rendelkezések az egyházban (1311–1399. kk.)
- VII. könyv: Az eljárások (1400–1752. kk.)[64][65]

## Az Egyházi törvénykönyv módosításai
Az Egyházi Törvénykönyv 1983-ban történt kihirdetése óta több mint három évtized telt el, s ezalatt öt alkalommal került sor módosításra. Mindezzel párhuzamosan – az egyéb egyházi egyetemes jogszabályok és részleges egyházi normák hatására – minden egyes jogterületen kellőképpen letisztult a szöveg mértékadó értelmezése, amelyben különösen is fontos szerepet kapott a korábbiakban Pápai Törvénymagyarázó Tanács, majd Törvényszövegek Pápai Tanácsa nevet viselő központi dikasztérium. A legutóbbi módosítás 2015. december 8-án lépett életbe, s ez a módosítás a házassági érvénytelenítések egyszerűsítésre vonatkozott.

## Magyar vonatkozások
Az Egyházi Törvénykönyv kutatásában, kodifikációjában több magyar egyházi személy is részt vett. Legjelentősebbek ezek közül Serédi Jusztinián bíboros, Bánk József váci érsek-püspök, illetve jelen korunkban Erdő Péter bíboros, érsek, aki a CIC-1983 magyar nyelvű fordítója is volt.

### Serédi Jusztinián

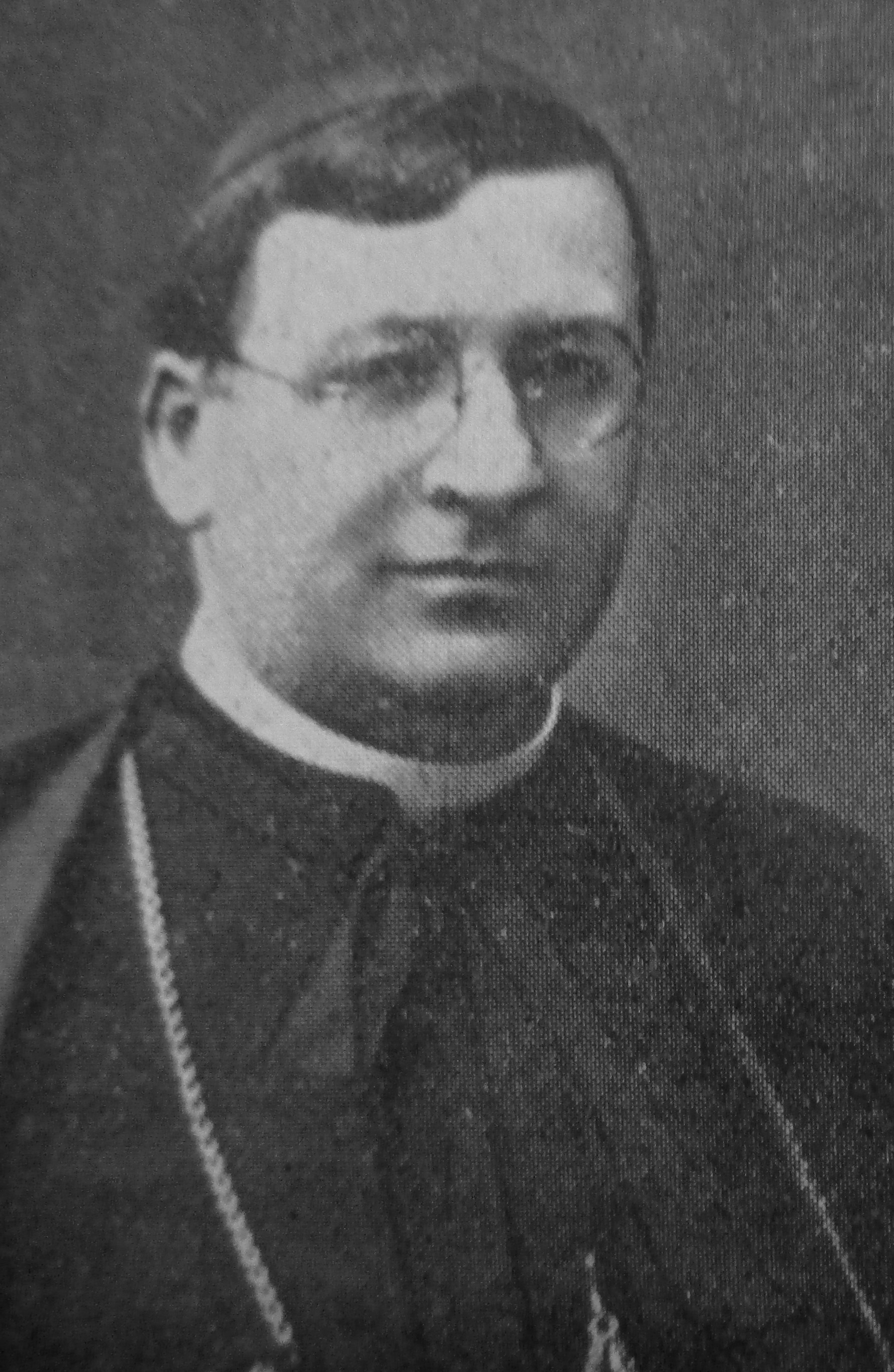
Serédi Jusztinián

Serédi Jusztinián későbbi esztergomi érsek, bíboros mint szerzetesnövendék került kapcsolatba az 1918. május 19-én életbe léptetett CIC-1918 egyik jeles szerkesztőjével, Pietro Bastien egyházjogásszal, aki a pannonhalmi főapáttól maga mellé kérte, hogy a komoly figyelmet és pontosságot igénylő jogszerkesztői feladatokban segítsége legyen. Miután 1908-ban pappá szentelték, rövid időn belül Rómába távozott, ahol a jogalkotói munkába bekapcsolódott. Munkáját 1916 végéig végezhette, amikor is az első világháború miatt – az olasz lapok erősen támadták a Vatikánt, hogy megtűri az ellenséges államok alattvalóinak jelenlétét – visszatért Pannonhalmára. A háború után ismét Rómába költözött, ahol a vatikáni magyar követség kánonjogi tanácsnoka, majd a magyar egyházmegyék ügyvivője lett. 1923-tól a római kúria jogtörténet-tanára a pápai levéltárosképző intézetben, a Pápai Szent Anzelm Egyetem kánonjogi tanára lett. Nevéhez fűződik Codicis Juris Canonici Fontes című kilenckötetes mű megjelentetése, melyben az új kánonjog forrásait mutatta be.
1927-ben XI. Piusz pápa esztergomi érsekké nevezte ki, még püspökké szentelése előtt.

### Bánk József

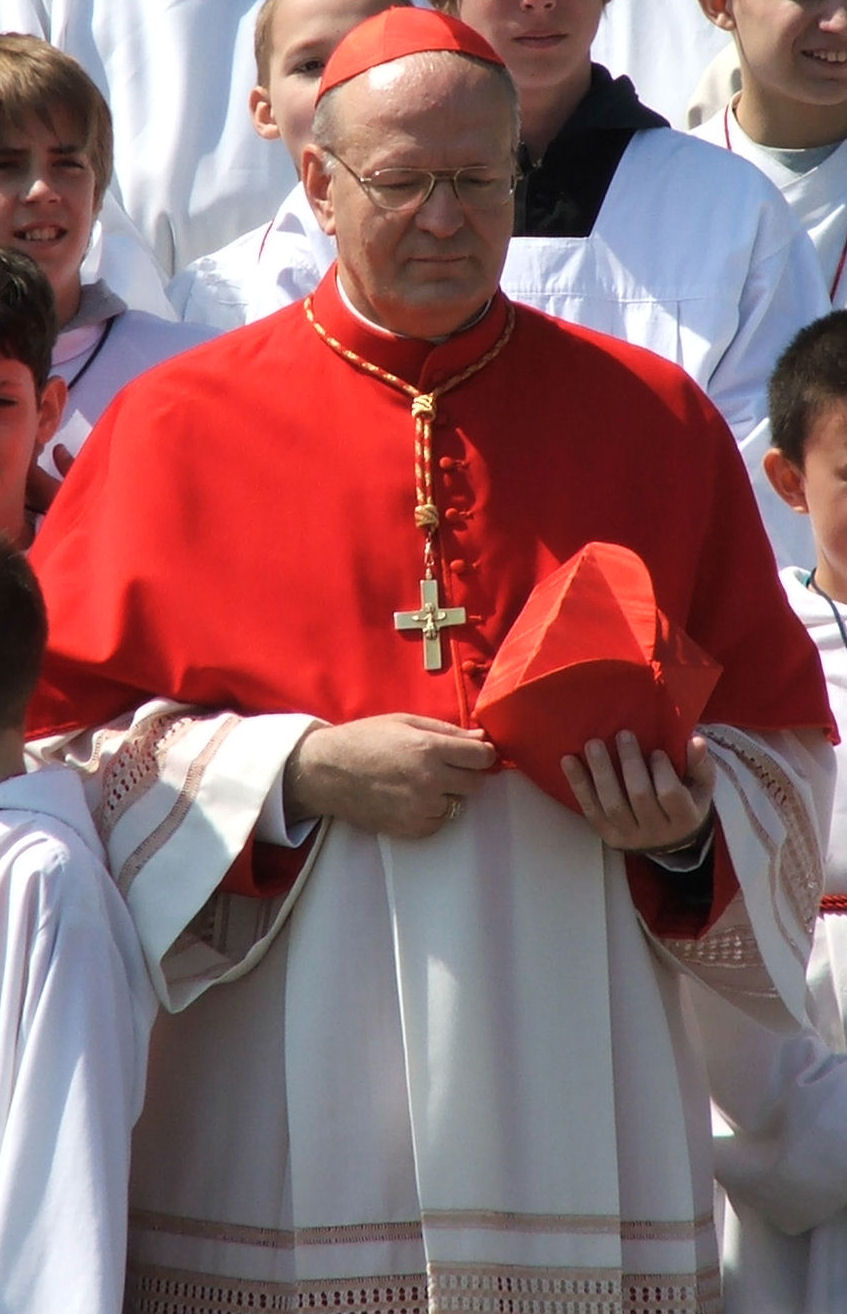
Erdő Péter

A második vatikáni zsinat munkájában, mint a magyar püspökök jogi tanácsadója vett részt. Miután XXIII. János pápa meghirdette az Egyházi törvénykönyv reformájának előkészületeit ebben tevékenyen vett részt, különösen az különösen az egyházi házassági akadályok rendszerének átdolgozásának feladatkörét végezte. Az új egyházi törvénykönyv kidolgozásának munkálatait úgynevezett átdolgozó bizottság (Commissio Codici Iuris Canonici recognoscendo) végezte, mely munkálatainak utolsó szakaszára II. János Pál pápa Bánk József váci-érsek püspököt is kinevezte bizottsági tagnak.

### Erdő Péter
1977 és 1980 között Rómában a Pápai Magyar Intézet ösztöndíjasaként a Lateráni Pápai Egyetemen kánonjogot tanult, itteni tanulmányai befejezéseként kánonjogi doktorátust szerzett. 1983-ban habilitált (PPRK HTA) a budapesti Római Katolikus Hittudományi Akadémián. Nevéhez kötődik a CIC-1983 magyar nyelvű magyarázatokkal ellátott fordítása, valamint a magyar egyházjogi nyelv pontosítása is. Nevéhez 250 tanulmány és 20 kötet fűződik. Bíborossá való kinevezése után kinevezést kapott a Pápai Törvénymagyarázó Tanács, valamint az Apostoli Szignatúra Legfelsőbb Bíróságának tagjának.